# Simin Jalilian
Simin Jalilian (سیمین جلیلیان; * 1989 in Teheran) ist eine iranische Malerin, die in Deutschland lebt und arbeitet.

## Leben
Von 2007 bis 2013 studierte sie Kunst an der Soore-Universität in Teheran.  2016 zog sie zur Fortsetzung ihres Studiums an der HFBK Hamburg nach Deutschland. An der HFBK studierte sie zunächst bei Werner Büttner und seit 2021 als Masterstudentin bei Rajkamal Kahlon. 2020 erhielt sie das Leistungsstipendium der HFBK für internationale Studierende.
Für ihre Arbeit erhielt sie u. a. den Hiscox Kunstpreis (2022) und ein Stipendium im Rahmen des Berenberg Kulturpreises (2024). Ihre Bilder wurden u. a. in der Ausstellung „Dix und die Gegenwart“ in den Deichtorhallen Hamburg (2023/24) gezeigt und 2025 in einer Einzelausstellung bei 68projects by KORNFELD in Berlin präsentiert.

## Wirken
Jalilian arbeitet vorwiegend figurativ und setzt sich in ihren expressiv-figurativen Bildern mit Macht- und Gewaltverhältnissen, insbesondere patriarchalen Strukturen in Kriegskontexten und im politischen System des Iran, auseinander. Ihre Bildsprache wird als zugleich biografisch sowie politisch, expressiv und poetisch beschrieben. In den Jahren 2023 und 2024 war sie mit Arbeiten in der von den Deichtorhallen Hamburg präsentierten Ausstellung „Dix und die Gegenwart“ vertreten. Die Ausstellung lief vom 30. September 2023 bis 25. Februar 2024 in der Halle für aktuelle Kunst der Deichtorhallen.
2022 wurde Jalilian zusammen mit Lili Süer mit dem mit 7500 Euro dotierten Hiscox Kunstpreis ausgezeichnet. 2024 wurde sie im Rahmen des Berenberg Kulturpreises für Bildende Kunst mit einem Stipendium gefördert. 2025 zeigte 68projects by KORNFELD in Berlin neue Arbeiten der Künstlerin in einer Einzelausstellung (u. a. „ECOCYCLE“ in Programmankündigungen), die ihre Auseinandersetzung mit Freiheit, Protest und Wahrheitsfindung fortsetzten.